# Pierre Requin
Pour les articles homonymes, voir Requin (homonymie).
Pierre Requin, né le 12 août 1757 à Brénod (Ain) et mort le 31 juillet 1817 à Paris, est un militaire français de la Révolution et de l’Empire.

## États de service
Il entre en service le 24 juin 1775, comme dragon au régiment de Custine, puis il passe le 1er avril 1784, dans la compagnie des gardes de la prévôté, et il rejoint avec le grade de sergent de grenadiers le régiment d'Agénois le 1er mars 1785. Le 25 juin suivant, il est nommé adjudant sous-officier et le 15 novembre 1789, il est employé à l’état-major général.
Le 1er novembre 1792, il devient lieutenant aide de camp du général Nucé et le 1er mars 1793, il est admis avec le grade de capitaine adjudant-major dans la légion des Pyrénées, avec laquelle il fait les campagnes de 1792 - 1793. Le 23 août 1793, il reçoit l’ordre de quitter le camp de Corneilla, à minuit, avec un détachement d’infanterie et de cavalerie, pour forcer le passage de la rivière, s’emparer de Colbert et mettre le feu au château, qui est alors au pouvoir des Espagnols. Il exécute sa mission avec la plus grande habileté. Le 3 septembre suivant, il parvient à reprendre la redoute du moulin d’Orle, alors aux mains d’un corps de grenadiers Wallons. Il reçoit au cours de cette action, un coup de feu à la poitrine, mais il a le bonheur de délivrer le général Frégeville, fait prisonnier la veille.
Le 10 septembre 1793, il est placé à la tête de l’avant-garde des troupes qui sont déployées sur Salces, il attaque les Espagnols à la baïonnette le 17 devant Rivesaltes, et les met en fuite. Il reçoit son brevet d’adjudant-général chef de bataillon le 12 novembre suivant, et il prend une part glorieuse lors du siège de Roses en 1794. Il est réformé le 13 juin 1795.
Il est réintégré le 22 novembre 1795, avec le grade d’adjudant-général chef de brigade, et il est envoyé dans l’intérieur en qualité d’agent militaire, pour faire rejoindre les hommes appartenant au contingent de la seconde réquisition. De retour de cette mission, il rejoint l’armée des Alpes, où bientôt sous un prétexte puérile, les représentants du peuple le suspendent de ses fonctions.
Il est remis en activité le 26 mars 1797, à l’armée d’Italie, et il est blessé le 7 décembre 1798, d’une balle au côté gauche au passage de la Volturne, dans une charge de cavalerie qu’il exécute à la tête du 7e régiment de chasseurs à cheval. Il se signale le 22 décembre suivant, au combat de Frattamaggiore près de Naples, dans lequel il bat complètement l’ennemi et lui prend 35 pièces de canon avec leurs caissons.
Un arrêté du 13 avril 1799, le suspend de nouveau de toute activité, et il reprend du service le 11 juillet suivant. Le 31 mai 1800, il force le passage du Tessin, à la tête des 3e, 5e et 21e régiments de cavalerie, et le 14 juin suivant il combat à Marengo. Autorisé le 1er juillet 1801, à se retirer dans ses foyers avec la solde d’activité, il est admis au traitement de réforme le 23 septembre, n’ayant pu être compris dans le cadre d’organisation de l’état-major général de l’armée. Il est fait chevalier de la Légion d’honneur le 5 février 1804, et officier de l’ordre le 14 juin suivant.
Le 30 janvier 1805, il est envoyé à l’armée du Hanovre, et en 1807, il rejoint l’armée d’Espagne. Il se fait particulièrement remarquer aux sièges de Roses et de Gérone, où il occupe les fonctions de commandant de tranchée. Il est admis à la retraite le 12 janvier 1810, et il obtient quelque temps après un entrepôt principal des tabacs à Lyon. Il est créé chevalier de l’Empire le 1er janvier 1813.
Il meurt le 31 juillet 1817, à Paris.

## Famille et vie privée
Pierre Requin épouse Jeanne Borgel le 26 juillet 1792. Ils ont eu 7 enfants. Le quatrième, Achille Pierre Requin né à Lyon le 15 août 1803 devient médecin, agrégé de la Faculté en 1829 et professeur de pathologie médicale en 1851.

## Armoiries
| Armoiries | Nom du chevalier et blasonnement |
| --------- | --- |
|           | Chevalier Pierre Requin et de l'Empire, lettres patentes du 1er janvier 1813, officier de la Légion d’honneur Parti d'or et d'azur : l'or au cheval bai, passant, au naturel, la tête contournée, bridé et harnaché d'or et de pourpre, soutenu de sinople et surmonté d'un sabre en bande, de sable ; l'azur au canon sur son affût, d'or, soutenu de sinople et surmonté d'un casque antique, aussi d'or, ayant pour cimier un lion couché, du même, le tout soutenu d'une champagne du tiers de l'écu de gueules chargée du signe des chevaliers légionnaires. Livrées : les couleurs de l'écu, le verd en bordure seulement. |

## Sources
- A. Lievyns, Jean Maurice Verdot, Pierre Bégat, Fastes de la Légion-d'honneur, biographie de tous les décorés accompagnée de l'histoire législative et réglementaire de l'ordre, Tome 4, Bureau de l'administration, 1844, 640 p. (lire en ligne), p. 272.
- Albert Révérend, Armorial du premier empire, tome 4, Honoré Champion, libraire, Paris, 1897, p. 132.
- « La noblesse d’Empire » (consulté le 13 septembre 2016)